# روبرت أكسلرود (ممثل)
روبرت أكسلرود (بالإنجليزية: Robert Axelrod)‏ مواليد 29 مايو 1949 في نيويورك، الولايات المتحدة، هو ممثل أمريكي.

## الأعمال
- أبطال الديجيتال
- كاوبوي بيباب
- خرافات إيسوب
- السبع المدهش
- أبطال الديجيتال
- الفرسان الثلاثة
- في جعبتي حكاية
- هاجيمي نو إيبو
- مغامرات نحول
- نساء صغيرات

## روابط خارجية
- روبرت أكسلرود على موقع IMDb (الإنجليزية)
- روبرت أكسلرود على موقع ميتاكريتيك (الإنجليزية)
- روبرت أكسلرود على موقع روتن توميتوز (الإنجليزية)
- روبرت أكسلرود على موقع ألو سيني (الفرنسية)
- روبرت أكسلرود على موقع أول موفي (الإنجليزية)
- روبرت أكسلرود على موقع قاعدة بيانات الأفلام السويدية (السويدية)
- روبرت أكسلرود على موقع قاعدة بيانات الفيلم (الإنجليزية)
- روبرت أكسلرود على موقع ليتربوكسد (الإنجليزية)
- روبرت أكسلرود على موقع كينوبويسك (الروسية)
- روبرت أكسلرود على موقع ANN person (الإنجليزية)